# NGC 3862
NGC 3862 (другие обозначения — UGC 6723, MCG 3-30-95, ZWG 97.127, 3C 264, PGC 36606) — эллиптическая галактика (E) в созвездии Лев.
Этот объект входит в число перечисленных оригинальной редакцией «Нового общего каталога».
Галактика NGC 3862 входит в состав группы галактик NGC 3842. Помимо NGC 3862 в группу также входят ещё 17 галактик. В свою очередь группа относится к большому скоплению Льва.
NGC 3862 имеет эллиптическую или линзовидную галактику-компаньон, известную как IC 2955.
Объект обладает активным ядром и относится к радиогалактикам. Радиоисточник также известен под именем 3С 264. По классификации Фанарова — Райли относится к типу I.
У галактики наблюдаются два радиоджета, которые движутся со скоростью 98 процентов от скорости света. Они являются одними из немногих струй галактик, которые можно наблюдать в видимом свете.
Обе струи на расстоянии 330 св. лет от центра начинают расширяться. На расстоянии около 980—1300 св. лет они меняют направление, так как струи взаимодействуют с веществом межзвездной среды. На расстоянии 520 000 св. лет струи заканчиваются резким расширением, которое возникает из-за взаимодействия с ударной волной, которая образуется из-за быстрого движения галактики в скоплении.
В оптическом излучении у одного из джетов наблюдаются четыре слабых узла материала, которое имеют структуру, аналогичную структуре нити жемчуга.
Источником джетов является сверхмассивная чёрная дыра с предполагаемой массой 4,7 × 108 M☉.